# Pleumeleuc
Pleumeleuc (bretonisch: Pleveleg) ist eine französische Gemeinde mit 3.535 Einwohnern (Stand: 1. Januar 2022) im Département Ille-et-Vilaine in der Region Bretagne; sie gehört zum Arrondissement Rennes und zum Kanton Montfort-sur-Meu.
Die Einwohner werden Pleumeleucois(es) genannt.

## Geographie
Pleumeleuc liegt etwa 15 Kilometer nordwestlich von Rennes am Fluss Vaunoise. 
Durch die Gemeinde führt die Route nationale 12.

### Nachbargemeinden
Umgeben ist Pleumeleuc von den Nachbargemeinden Romillé im Norden, Parthenay-de-Bretagne und Clayes im Osten, Saint-Gilles im Südosten, Breteil im Süden sowie Bédée im Westen.

## Bevölkerungsentwicklung
| 1962 | 1968 | 1975 | 1982 | 1990 | 1999 | 2006 | 2011 |
| ---- | ---- | ---- | ---- | ---- | ---- | ---- | ---- |
| 937  | 946  | 1110 | 1548 | 1929 | 2128 | 2376 | 3058 |

## Gemeindepartnerschaften
Mit der britischen Gemeinde Llanfairfechan im County Conwy (Wales) besteht seit 2011 eine Partnerschaft.

## Sehenswürdigkeiten
- Kirche Saint-Pierre aus dem 11. Jahrhundert mit Umbauten, insbesondere aus dem 15. Jahrhundert

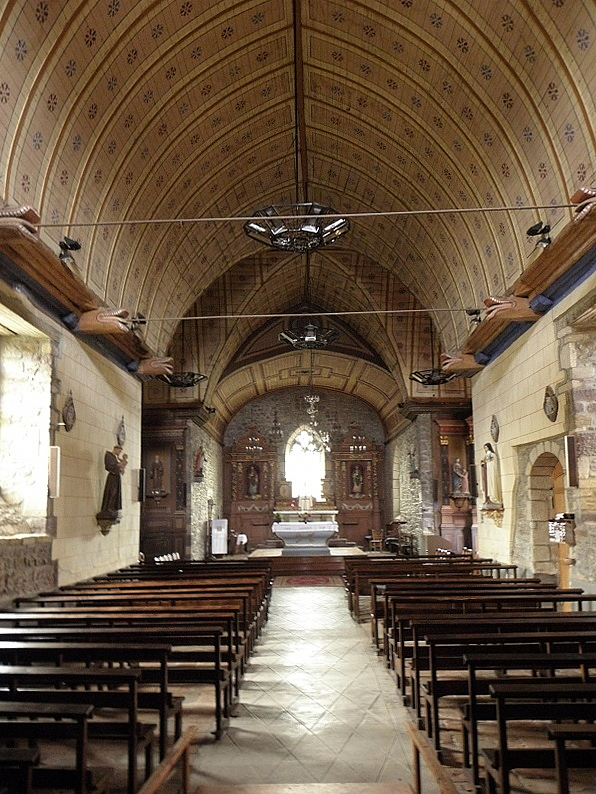
Kirche Saint-Pierre